# Örnhielm
Örnhielm är en svensk adelsätt.

## Historik
Släkten ska enligt traditionen härstamma från en gammal tysk ätt som från Bayern för religionsförföljelses skull överflyttat till Pfalz. Äldste kände stamfader är Claes Johansson Kapfelman (död 1607), vilken genom kung Karl IX:s gemål, Maria av Pfalz, inkom till Sverige. Han gick i svensk krigstjänst och blev hövitsman.
Hans sonson, professorn i historia vid Uppsala universitet och rikshistoriografen Claudius Arhenius (1627–1695), adlades 17 september 1684 på Stockholms slott av kung Karl XI med namnet Örnhielm, och introducerades 14 september 1686 under nr 1064.
Ätten har inte varit representerad i Sverige sedan 1815, då den ende levande manlige medlemmen, Erik Johan Örnhielm (1766-1836), överflyttade till Finland.
Ätten immatrikulerades på Finlands riddarhus 17 september 1818 med namnet Örnhjelm under nr 78.
Ätten fortlever i Finland men huvudmannen är bosatt i Dubai och skriver sig d’Ornhjelm. En ättemedlem har erhållit svenskt medborgarskap.